# Pierre de L’Estoile
Pierre de L’Estoile (* 1546 in Paris; † 8. Oktober 1611 ebenda) war ein französischer Jurist, Schriftsteller und Chronist. L’Estoiles tagebuchartige Aufzeichnungen sind eine der bedeutendsten Quellen zur französischen Geschichte unter Heinrich III. und Heinrich IV.

## Leben
L’Estoile wurde in Paris geboren, wo er den Großteil seines Lebens verbrachte. Er studierte in Bourges die Rechte und diente als königlicher Berater. 1601 trat er in den Ruhestand und begann mit der Niederschrift seiner „Memoires-Journaux“, in denen er die Ereignisse seiner Zeit festhielt (erstmals 1621 veröffentlicht). Das Werk umfasst die Jahre 1574–1611, beschreibt lebthaft den Alltag und kritisiert die extrem-katholische Partei.
Er war der Vater von Claude de L’Estoile.